# Municipio de Back Creek
El municipio de Back Creek (en inglés: Back Creek Township) es un municipio ubicado en el  condado de Randolph en el estado estadounidense de Carolina del Norte. En el año 2010 tenía una población de 5.131 habitantes.

## Geografía
El municipio de Back Creek se encuentra ubicado en las coordenadas 35°44′43.49″N 79°52′54.13″O / 35.7454139, -79.8817028.